# Morano sul Po
Morano sul Po (Moran [mʊˈraɲ] in piemontese) è un comune italiano di 1 285 abitanti della provincia di Alessandria in Piemonte, situato a 10 km ad ovest rispetto alla città di Casale Monferrato.

## Storia
La nascita dell'attuale centro urbano è anteriore all'anno 1000: uno dei primi documenti in cui compare il nome di Morano risale al 961.
In precedenza era nota l'esistenza di un villaggio romano, probabilmente preceduto da insediamenti galli e prima ancora da popolazioni liguri.
La scoperta di una necropoli, avvenuta negli anni novanta del XX secolo in località Pobietto, ha spostato le origini fino all'età del bronzo finale, intorno all'XI secolo a.C.
L'origine del nome è incerta, per cui sussistono tre ipotesi. La prima sostiene che il primo toponimo fosse "Aurianus", in riferimento ad alcuni giacimenti auriferi che si sarebbero trovati nelle aree alluvionali del Po, che successivamente si trasformò in "Maurianus" visto l'impiego di schiavi mori impegnati nell'estrazione del prezioso metallo.
La seconda ipotesi fa derivare il nome dalla presenza di grandi quantità di piante di gelso (in piemontese moron [muˈrʊɲ]) utilizzate per l'allevamento dei bachi da seta, attività un tempo molto diffusa. Infine, l'ultima ipotesi fa risalire il nome alle incursioni nel nord Italia da parte dei Saraceni (mori) che, dopo essere state sconfitti nelle zone di Frassinello Monferrato ed Ottiglio, cercarono rifugio su una grande isola in mezzo al Po nelle vicinanze del paese.
Intorno all'anno Mille Morano fu possedimento della Diocesi di Vercelli; nell'agosto 1182, con atto notorio, passò al Marchese del Monferrato. Nel 1431 Morano venne occupata da truppe sabaude del Duca di Savoia e nel 1435 venne restituita al Marchese del Monferrato. Nel 1538 il borgo venne infeudato ad Alberto Bobba di Lu.
Seguirono anni di continue dominazioni, con presenza costante di eserciti anche stranieri, sovente mercenari.
A fine ottobre 1656 transitò sul Po l'imbarcazione della regina Cristina di Svezia in pellegrinaggio da Torino verso Roma. A Morano fu salutata con grande giubilo dalla folla accorsa sull'argine.
Nel 1685, estintosi il casato dei Cattaneo, il feudo passò ai Marchesi Paleotti-Lanzoni su concessione di Ferdinando Carlo di Gonzaga Nevers Duca di Mantova e del Monferrato. Nel 1706 Annibale Paleotti Lanzoni cedette il feudo moranese a Francesco Giovanni Tomaso Mossi, III Marchese del Torrione, che venne investito ufficialmente dal Duca di Mantova in data 18 ottobre 1706. Francesco divenne pertanto il primo Marchese di Morano della famiglia Mossi. Nel 1720 il Re Vittorio Amedeo II di Savoia confermò il feudo ai Marchesi Mossi. Trascorsero quindi alcuni decenni di relativa tranquillità.
In seguito alla proclamazione della Prima Repubblica francese e alla esecuzione di Luigi XVI tutta l'Europa si armò contro il nuovo regime repubblicano. Il Regno di Sardegna del Re Vittorio Amedeo III strinse alleanza con l'Austria, la Prussia e la Spagna. Napoleone Bonaparte sconfisse l'esercito austriaco a Marengo il 16 giugno 1800. In seguito alla Battaglia di Marengo, nel 1801 il Piemonte diventò la XXVII divisione militare di Francia.
Con il tramonto di Napoleone i Savoia ritornarono sul trono e Morano seguì le sorti del Piemonte e dell'Italia.
Il 29 luglio 1829 morì a Torino l'Arcivescovo Vincenzo Maria Mossi di Morano (1742-1829), ultimo rappresentante della omonima famiglia marchionale di Morano, del Torrione e di Penango. Lasciò in eredità la sua pinacoteca all'Accademia Albertina di Torino e le immense sostanze della famiglia, ereditate nel 1803 alla morte del fratello Tommaso, al marchese Lodovico Pallavicino di Parma suo cugino dal lato materno.
Il 6 maggio 1859, durante la Seconda Guerra d'Indipendenza, Giuseppe Garibaldi si fermò a Morano prima di incontrarsi con Napoleone III imperatore dei Francesi.
Il 9 agosto 1862 Morano ricevette la definizione "sul Po" con decreto regio di Vittorio Emanuele II, al fine di distinguerlo da altri omonimi quali Morano Calabro in provincia di Cosenza e Morano frazione di Gualdo Tadino in provincia di Perugia.
Il ripristino della navigazione sul fiume Po (1884) e la realizzazione della ferrovia Casale – Chivasso (1885 - 1887) favorirono la nascita e lo sviluppo di insediamenti produttivi cementieri, sorti nel 1887 nei pressi della stazione ferroviaria. La materia prima proveniva dalle cave di Coniolo a mezzo di carri, l’attraversamento del fiume avveniva su idonee imbarcazioni. Anche lungo la fascia fluviale lato Morano  iniziò l'attività estrattiva per la presenza di banchi affioranti, che si esaurirono dopo pochi anni. Fra la fine del XIX Sec. e l'inizio del XX Sec. i trasporti primitivi furono sostituiti da un sistema integrato di teleferiche e binari industriali.
Il rapporto fabbrica ferrovia fu di fondamentale importanza per lo sviluppo urbano ed economico del paese. L’avvento del nuovo lavoro nelle cave e nelle fornaci rappresentò una pietra miliare per le risorse dell’intera comunità.
Dalla fine del XIX Sec. e fino alla Seconda Guerra Mondiale il paese subì una significativa emigrazione degli abitanti soprattutto verso l'Argentina, il Brasile e l'Australia.
Il territorio comunale fu colpito duramente dalle alluvioni del 1994 e del 2000.

## Monumenti e luoghi d'interesse

### Architetture Religiose

#### Chiesa di San Pietro Martire
Situata nell’omonima via, presenta pareti esterne in mattoni a vista e abside semicircolare. L'interno è a tre navate, divise da robuste colonne intonacate con scanalature dipinte sorreggenti archi a sesto acuto. Non è nota la data di fondazione, probabilmente venne edificata dai frati domenicani in epoca anteriore al 1400 con annesso convento ora scomparso. Fu sede della confraternita di S. Pietro martire, detta della Cappa Bianca, la cui epoca di costituzione non si conosce.
Tra gli affreschi dell'interno si distingue il trittico della navata laterale destra datato 1478 ad opera di un'antica scuola che ha operato anche nella cappella della Madonna al Santuario di Crea. Raffigura la Vergine attorniata da San Giovanni Battista, San Giovanni Evangelista, S. Rocco e San Pietro Martire in atto di adorazione.

#### Chiesa della Santa Trinità
Situata nella Via Giovanni Pietro Gallo, la chiesa presenta pianta a croce e facciata in mattoni a vista, segnata da paraste, in due ordini con timpano; nel secondo ripiano si apre una finestra dal profilo superiore sinuoso. Sulla parte posteriore del lato sinistro dell'edificio si innalza il campanile, che ha terminazione a bulbo. Non si conosce l'anno di fondazione, ma sicuramente risale ad un'epoca anteriore al 1608. Fu sede della confraternita della Cappa Rossa, aggregata nel 1608 all’Arciconfraternita della SS. Trinità di Roma, cui veniva autorizzato l'abito rosso durante le cerimonie religiose. Scopo dell'Associazione era di fornire ospitalità ai pellegrini ed ai convalescenti, nonché di provvedere la dote per le ragazze più povere del paese. Nell'interno si trovano affreschi di scuola di second'ordine, restaurati nel corso del XIX sec. La chiesa, sconsacrata, venne donata nel 1989 dalla Parrocchia al Comune. È utilizzata saltuariamente per scopi associativi e culturali.

#### Chiesa Campestre della Consolata o della Madonna del Ceppo
È situata sulla strada per la frazione Due Sture a 2 km dal centro abitato di Morano. Da una lapide murata sopra la porta di ingresso, la chiesa risulterebbe costruita nel 1277 da Guillelminus de Careto, rettore della Casa Religiosa di Morano dell’Ordine di San Giovanni di Gerusalemme. Probabilmente fu un nobile della famiglia gentilizia dei Del Carretto a volerne la costruzione a seguito della nascita di un figlio ottenuta per grazia divina.
La parte inferiore della facciata è costituita da un atrio con tre arcate a tutto sesto disuguali. La parte superiore è conclusa da un timpano. Al fondo della fiancata destra della chiesa s'innalza il campanile. Al resto della parete esterna aderisce una costruzione più bassa, che in passato fungeva da abitazione del cappellano, mentre la sacrestia si trova alla base del campanile. L'interno è ad aula rettangolare, voltata a botte, che si prolunga nel presbiterio-coro a sua volta lievemente ristretto e con volta a crociera. Nell'arco che separa i due ambienti si legge la data 1732. Fino al sec. XIX era indicata come chiesa della Consolata. Non si sa da quando ha preso l’appellativo attuale “del Ceppo". Secondo la tradizione popolare il simulacro della Madonna è stato rinvenuto da un contadino proprio sotto un ceppo. Custodiva una statua lignea della Vergine seduta in trono datata intorno all'anno 1200.

#### Chiesetta di San Rocco
È una cappella in stile barocco situata sull’argine, nell'omonima via dopo l'incrocio con via Po. Non è nota la data di costruzione. Fino al sec. XIX nella giornata dedicata a San Rocco vi si effettuava una processione che si concludeva nella chiesa parrocchiale. Nel corso del XX secolo venne adibita a ripostiglio di strumenti agricoli e deturpata dall’innesto edilizio di una cabina elettrica. Attualmente è in stato di abbandono.

#### Chiesa di San Giovanni Battista (frazione Due Sture)
È situata nella Regione San Giovanni della frazione Due Sture. È dedicata a San Giovanni Battista ed è sempre stata in dipendenza della Chiesa Parrocchiale della Natività di Maria Vergine dell'antico feudo marchionale del Torrione di Costanzana. Dal 1986 è unita alla Parrocchia della Beata Vergine Assunta in Robella di Trino. Appartiene alla Arcidiocesi di Vercelli.

#### Chiesa di San Nicola (Frazione Pobietto)
È la chiesa della frazione Pobietto, una grande tenuta agricola fondata intorno al 1185 ed organizzata secondo il modello delle grange monastiche medioevali afferenti all'abbazia di Lucedio. Nella parte antica e centrale dell'insediamento sorge la chiesa la cui data di erezione e di consacrazione è sconosciuta. Dedicata a san Nicola Vescovo di Mira, nel 1457 con bolla papale di Callisto III viene elevata a vicaria amovibile rimanendo legata all'Abbazia di Lucedio fino al 1474, anno in cui è inserita all'interno della Diocesi di Casale Monferrato. Divenuta chiesa parrocchiale nell'agosto del 1713, l'anno successivo Giovanni Battista Scapitta, ingegnere della Camera Ducale di Monferrato, inizia la ricostruzione della chiesa nuova in stile barocco, caratterizzata da maggior volume e visibilità degli elementi decorativi. Presenta un'unica navata a tre altari, con un piccolo coro e un presbiterio. L'altare maggiore della chiesa è dedicato a san Nicola, mentre i due altari minori laterali sono rispettivamente dedicati alla Vergine del Santissimo Rosario e a San Giuseppe. Verso la fine del Settecento per concessione pontificia la chiesa di San Nicola passò all'Ordine Mauriziano e nel 1805 viene riassegnata alla Diocesi di Vercelli. Al contrario del capoluogo Morano, non tornò successivamente alla Diocesi di Casale e tuttora, pur facendo parte del Comune di Morano, è di pertinenza vercellese. La Parrocchia nel 1986 venne unita alla Parrocchia San Bartolomeo di Trino.

#### Ricreatorio parrocchiale
Il Ricreatorio parrocchiale, conosciuto anche come “Il Ricre”, è un edificio destinato alla pastorale giovanile della parrocchia del capoluogo. Sito nella Via Giovanni Emanuel nel sedime dell'antico cimitero, è stato costruito su progetto del 1909 degli Ingegneri Pietro Fenoglio e Giovanni Antonio Porcheddu, operativi a Morano fra il 1906 e il 1912 nel settore cementiero.
Le linee architettoniche erano molto simili a quelle dell’ex manifattura militare di Corso Regina Margherita a Torino, realizzata da Fenoglio nel 1907. In seguito all'evento alluvionale del 1994 è stata inserita una copertura a due falde che ha modificato l'aspetto liberty della facciata. Viene utilizzato per spettacoli teatrali e per manifestazioni. L'area esterna è dotata di un campo da pallavolo e di un campo da calcetto in erba sintetica.

### Architetture civili

#### Autodromo
L'Autodromo di Morano sul Po, noto anche con il nome di pista di Casale Monferrato per via della sua collocazione nei pressi dell'omonima città del Monferrato, è un circuito automobilistico ormai abbandonato situato tra i comuni di Morano sul Po, Coniolo e Pontestura. 

#### Casa degli Archi
È una casa porticata in stile gotico (XIV-XV sec.) situata fra il Palazzo Municipale e la Chiesa Parrocchiale. Attualmente è sede della Biblioteca Civica “A. Ferrari”.

#### Palazzo Municipale
L'edificio fu costruito nel 1839 dall'allora medico condotto dott. Finazzi. Nel 1879 venne adattato per esigenze pubbliche e destinato a sede del Comune. È dotato di un porticato prospiciente la via principale del capoluogo che ospita sotto la prima arcata una lastra di granito di notevoli dimensioni denominata “pietra del medico”. La tradizione popolare designa il blocco lapideo proveniente dalla cinta di un antico ospedale costruito a Morano nel XII sec. dai Cavalieri di San Giovanni.

#### Arco della teleferica
L’Arco di Morano sul Po è un'infrastruttura ad arco parabolico che permetteva alla teleferica di superare in sicurezza la statale durante il trasporto della marna da cemento dalla miniera Palazzina Borino di Coniolo alla cementeria di Morano. È stato edificato nel 1951 dalla ditta Unione Cementi Marchino/Unicem di Casale Monferrato su progetto dell’Ingegnere Guido Sarti ed è rimasto in funzione fino al 1958 circa. Si tratta di un sistema costruito sul tracciato di una precedente teleferica realizzata da Riccardo Gualino nel 1908. La struttura è in calcestruzzo armato e si compone di due archi parabolici, collegati attraverso due serie di travi per lato. L’impalcato utilizzato per proteggere la strada dalle cadute accidentali di materiale è stato rimosso in seguito alla dismissione dell'impianto. L'Arco è stato oggetto di recupero da parte del Comune di Morano sul Po in quanto testimonianza dell’identità industriale del territorio. Nei pressi è stato realizzato un centro di interpretazione della memoria industriale composto da un container denominato “Heritage in a box” e da una web app interattiva.

### Siti archeologici

#### Necropoli dell'Età del Bronzo finale
È stata localizzata nel febbraio 1994 in seguito all’avvio di uno spianamento agricolo all’interno di una risaia situata a nord della frazione Pobietto. La necropoli è costituita da sepolture a cremazione, in parte collocate all’interno di recinti di forma circolare o rettangolare con tumulo terragno. È stata oggetto di un primo recupero a carattere di urgenza e, a partire dalla primavera 1995, di un’indagine archeologica finanziata del Ministero per i Beni Culturali e Ambientali, articolatasi in quattro campagne, che ha portato nel 1998 al recupero di oltre quaranta tombe. Il sito, collocato a quota 129 s.l.m. sulla sinistra idrografica del fiume Po, comprende un’area di 14.600 m² e non è visitabile. Le campagne di scavo sono state accompagnate da studi multidisciplinari, dalla realizzazione di una mostra presso il Museo Civico di Casale Monferrato e dalla edizione dei relativi atti (2006).

### Aree naturali

#### Aree protette del Po Piemontese
Una parte del territorio moranese è interessato dall'Ente di gestione delle Aree Protette del Po piemontese, nato nel 2021 dall'unione del Parco del Po Torinese, del Parco del Po Vercellese Alessandrino e di alcune zone del territorio del Parco del Po Cuneese. Presso la frazione Pobietto l'Ente parco ha una sede operativa realizzata nel 2012 in una porzione dell'antica grangia dotata di una sala conferenze, di un laboratorio didattico e di un porticato esterno che consente lo svolgimento di attività all'aperto.

## Economia

### Agricoltura
Il territorio di Morano appare omogeneo rispetto alla coltura predominante del riso, attuale principale risorsa economica del paese. L'attività di lavorazione avviene principalmente nella locale riseria e in quelle dei comuni limitrofi.
La coltivazione si era affermata nel corso del XIX, introdotta nelle vaste tenute di derivazione feudale in possesso dei signori locali, incontrando l'avversità della popolazione a causa dei problemi ambientali ad essa connessi. Dapprima destinato ai terreni di difficile utilizzazione, il riso diventava poco alla volta un prodotto non più marginale, ma oggetto di particolare attenzione per i vantaggi economici che prometteva. All'inizio del XX secolo il territorio risultava coltivato per un terzo a riso e per il resto a frumento, meliga, prato e ortaggi.
Nel corso del XX sec. la maggior parte degli abitanti di Morano ha lasciato i campi per l'industria trovando occupazione nella locale cementeria e nelle aziende dei vicini centri di Casale Monferrato e di Trino. Significativa è stata l'emigrazione verso i centri urbani di Torino e di Milano.

### Industria
Morano è stato per più di un secolo un importante centro di produzione del cemento. L'attività ebbe inizio con l'apertura della stazione ferroviaria presso la quale si insediarono nel 1887 la ditta Bertone e nel 1899 la ditta Zaccone, Fornero e Cinzano, entrambe dotate di forni da calce e forni verticali da cemento. La materia prima giungeva dalle cave di Coniolo a mezzo di carri che attraversavano il fiume su imbarcazioni.
I miglioramenti tecnici dei sistemi di produzione, la maggiore richiesta dei leganti dovuta all'espansione edilizia ed industriale e le crisi economico finanziarie di inizio secolo (1905/06) favorirono gli investimenti di grandi capitali nella nascente industria. A Morano (1906) la Società Anonima Cementi del Monferrato degli Ingegneri Pietro Fenoglio e Giovanni Antonio Porcheddu succedette alla ditta Bertone e la Società Anonima Cementi Casalesi dell’Avvocato Riccardo Gualino succedette alla ditta Zaccone e Fornero. Dopo l'unificazione dei due opifici avvenuta fra il 1912 e il 1919 ad opera dell'Unione Italiana Cementi, lo stabilimento seguì le sorti del gruppo Gualino.
Il 1 Gennaio 1933 furono incorporate nella ditta Marchino le attività industriali della Unione Italiana Cementi, società controllata dalla I.F.I. della famiglia Agnelli in seguito al dissesto finanziario di Riccardo Gualino. La nuova Unione Cementi Marchino, con sede a Casale Monferrato, aveva capitale paritetico fra la famiglia Marchino e la famiglia Agnelli. L’Ingegnere Vittorio Bonadè Bottino, amministratore delegato succeduto al dott. Ottavio Marchino nel 1943, diresse la ditta fino al 1969-70 occupandosi fra il 1950 e il 1960 dell'ammodernamento della cementeria di Morano con gli Ingegneri Aldo Sarti e Guido Sarti. In seguito ai potenziamenti del dopoguerra il numero degli operai ebbe un forte aumento arrivando a più di 500 unità. Nel 1969 la denominazione sociale viene modificata in Unicem (Unione Cementerie Marchino ed Emiliane e di Augusta SpA).
Alla fine degli anni '80 la cementeria venne alienata al Gruppo Merone che continuò la produzione fino agli inizi del XXI sec. Fra il 2007 e il 2010 gli impianti vennero dismessi e smantellati.
Durante il XX sec il paese vantava la presenza di piccole e medie imprese edili e metalmeccaniche che operavano nell'indotto della cementeria. Negli anni '70 e '80 si erano insediate alcune attività di produzione di borse e accessori in pelle.

## Società

### Evoluzione demografica
Negli ultimi cento anni, a partire dal 1921, la popolazione residente si è dimezzata.
Abitanti censiti

### Istituzioni, enti e associazioni
- Pro Loco
- AVIS
- "Famija Moranèisa"
- Protezione Civile
- Bocciofila

## Amministrazione
Di seguito è presentata una tabella relativa alle amministrazioni che si sono succedute in questo comune.
| Periodo        | Periodo         | Primo cittadino   | Partito                                | Carica  | Note   |
| -------------- | --------------- | ----------------- | -------------------------------------- | ------- | ------ |
| 4 giugno 1985  | 20 maggio 1990  | Giancarlo Tiozzo  | Partito Comunista Italiano             | Sindaco | [ 60 ] |
| 20 maggio 1990 | 31 gennaio 1994 | Giancarlo Tiozzo  | Partito Comunista Italiano             | Sindaco | [ 60 ] |
| 13 giugno 1994 | 25 maggio 1998  | Paolo Migliavacca | Partito Popolare Italiano              | Sindaco | [ 60 ] |
| 25 maggio 1998 | 28 maggio 2002  | Paolo Migliavacca | lista civica                           | Sindaco | [ 60 ] |
| 6 giugno 2002  | 29 maggio 2007  | Enzo Piccaluga    | lista civica                           | Sindaco | [ 60 ] |
| 29 maggio 2007 | 7 maggio 2012   | Enzo Piccaluga    | lista civica                           | Sindaco | [ 60 ] |
| 8 maggio 2012  | 10 giugno 2017  | Mauro Rossino     | lista civica: Tutti insieme per Morano | Sindaco | [ 60 ] |
| 11 giugno 2017 | 12 giugno 2022  | Luca Ferrari      | lista civica: Viviamo Morano           | Sindaco | [ 60 ] |
| 12 giugno 2022 | in carica       | Luca Ferrari      | lista civica: Viviamo Morano           | Sindaco | [ 60 ] |

## Sport

### Calcio
In campo calcistico, Morano era rappresentata dalla U.S. Moranese fondata nel 1908. Negli anni '20 e '30 del XX secolo la squadra riuscì ad affermarsi in più occasioni in ambito regionale aggiudicandosi i titoli di campione monferrino e di campione regionale.
Molti giocatori militanti nella U.S. Moranese proseguirono l'attività nel Casale Foot Ball Club giocando nella massima serie del campionato italiano: Enrico Migliavacca con 11 presenze nella nazionale italiana, Ernesto Lino, Ernesto Molghea e Angelo Morzone.
La squadra ha sempre disputato campionati dilettantistici. Il campo sportivo comunale, intitolato a “Pietro Bazzano”, era sito nell'area golenale del fiume Po nel territorio del Comune di Coniolo. In seguito agli eventi alluvionali del 1994 e del 2000 la società cessava ogni attività a causa dell'inagibilità e della successiva dismissione dell'impianto sportivo.

### Bocce
Morano è rappresentata dalla U.S. Bocciofila Moranese con sede nel bocciodromo comunale “Walter Pane” sito sull'argine del fiume Po nel territorio del Comune di Coniolo. L'impianto è dotato di campi da bocce all'aperto e al coperto e di un campo da tennis.